# 愛知県立看護大学
愛知県立看護大学（あいちけんりつかんごだいがく、英語: Aichi Prefectural College of Nursing & Health、公用語表記: 愛知県立看護大学）は、愛知県名古屋市守山区大字上志段味字東谷に本部を置いていた日本の公立大学である。1995年に設置され、2009年に廃止された。
愛知県立看護短期大学が母体。2009年度（平成21年度）には愛知県立大学と統合。

## 沿革
- 1995年 設置（看護学部看護学科）
- 1999年 大学院修士課程開設（看護学研究科看護学専攻）
- 2007年 愛知県公立大学法人設立により、法人化
- 2009年 愛知県立大学と統合

## 学部
- 看護学部
  - 看護学科

## 大学院
- 看護学研究科
  - 看護学専攻